# Roman Suk
Roman Suk (* 2. dubna 1972) je československý basketbalista, reprezentant na Mistrovství Evropy 1992 pro hráče do 22 let, vicemistr Československa 1990 a vicemistr České republiky 1993. Je vysoký 205 cm. V současnosti se věnuje stavebnictví a šéfuje své SUK firmě.
V československé basketbalové lize v letech 1989-1992 hrál za kluby Sparta Praha a Dukla Olomouc. Se Spartou Praha získal stříbrnou medaili za druhé místo v československé lize v roce 1990. V české basketbalové lize hrál za kluby Sparta Praha, BK Žďas Žďár nad Sázavou, Ostacolor BHC SKP Pardubice a BK SČP Ústí nad Labem. Se Spartou Praha získal stříbrnou medaili za druhé místo 1993 a bronzovou medaili za třetí místo 1995.
S týmem Sparta Praha se zúčastnil 2 ročníků FIBA Poháru Korač v letech 1992 až 1994, zaznamenal celkem 19 bodů v 5 zápasech FIBA evropských pohárů klubů.
Za reprezentační družstvo Československa hráčů do 22 let hrál v roce 1992 na Mistrovství Evropy v Athénách (Řecko) a skončili na 5. místě. Odehrál 5 zápasů a zaznamenal 10 bodů.   
Po skončení hráčské kariéry se věnuje podnikatelské činnosti. Tři roky (2009-2012) byl také členem představenstva klubu BK Ústí n.L.

## Hráčská kariéra

### Kluby
- 1989/90 a 1992 Sparta Praha – vicemistr (1991), 8. místo (1992)
- 1991-1992 Dukla Olomouc – 11. místo (1992)
  - Československá basketbalová liga celkem 3 sezóny (1989-1992) a 628 bodů
- 1993-1994 Sparta Praha – 2. místo (1993), 3. místo (1994)
- 1994-1995 BK Žďas Žďár nad Sázavou – 8. místo (1995)
- 1998-1999 Ostacolor BHC SKP Pardubice – 11. místo (1999)
- 1999-2002 BK SČP Ústí nad Labem – 2x 8. místo (2000, 2001), 9. místo (2002)
  - Česká basketbalová liga (1993-2002, 7 sezón)
- V československé a české basketbalové lize celkem 10 sezón (1989-2002)

### FIBA Evropské basketbalové poháry klubů
- Sparta Praha
- FIBA Poháru Korač
  - 1992/93 vyřazení řeckým AEK Atheny (82-91, 80-95)
  - 1993/94 postup přes švýcarský Lugano Basket (101-66, 98-71), vyřazení tureckým Fenerbahce Istanbul (96-87, 56-95), na utkání v Istanbulu bylo 13 tisíc diváků.
- Roman Suk celkem 19 bodů v 5 zápasech FIBA evropských pohárů klubů

### Československo
- Mistrovství Evropy v basketbalu hráčů do 22 let, 1992 Athény (Řecko), 5. místo, 10 bodů v 5 zápasech